# くろさき茶豆

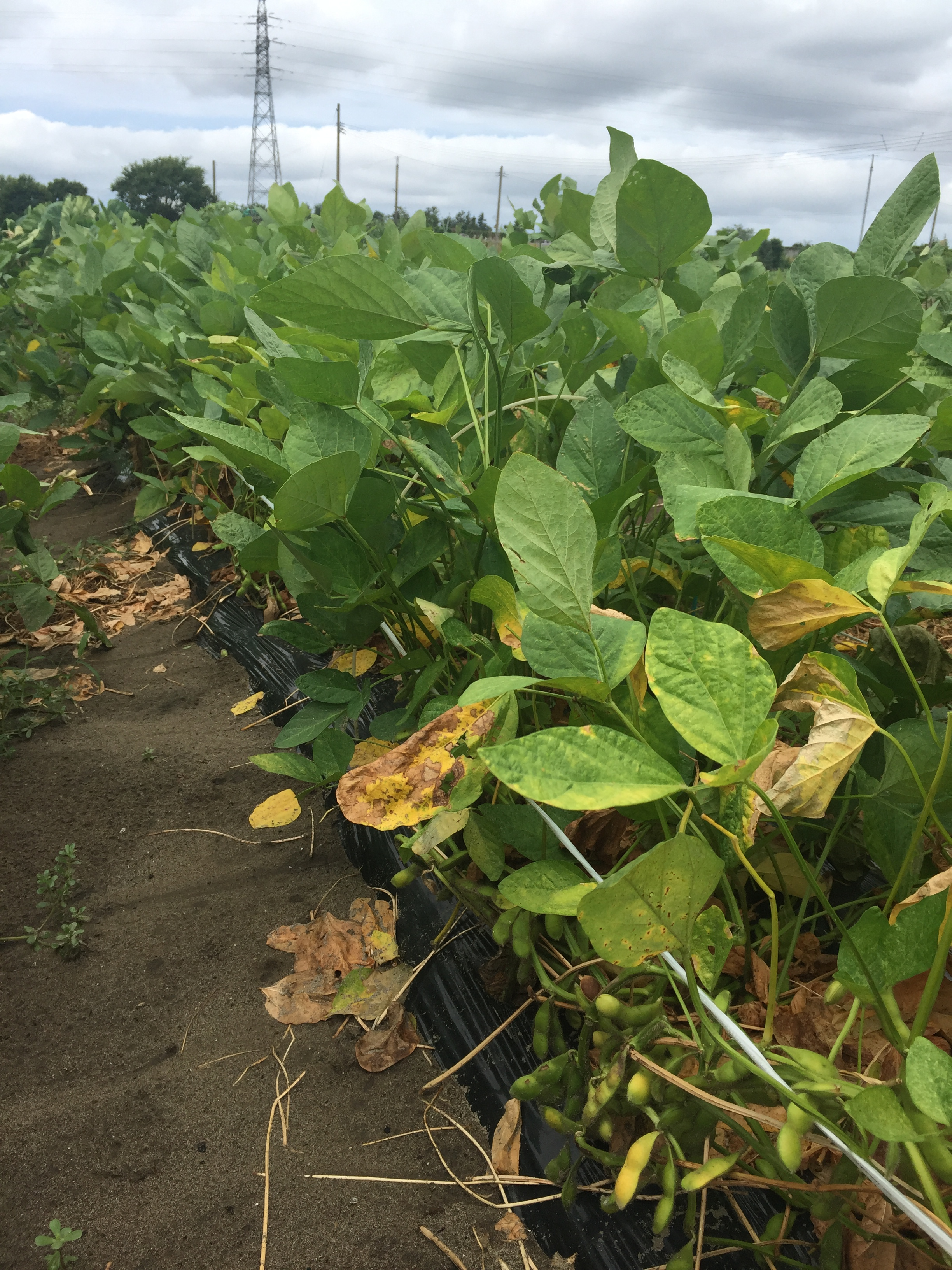
収穫前のくろさき茶豆

くろさき茶豆（くろさきちゃまめ）は、新潟県新潟市西区の黒埼地区および坂井輪地区の一部を生産地とする枝豆。

## 概要
中間型大豆に属する枝豆で、他の枝豆と比べて1枝当たりのさやの数が多いが、栽培が難しいとされている。小平方茶豆（後述）をルーツとする品種群で、極早生茶豆、早生茶豆、くろさき茶豆（本茶豆）、小平方茶豆、新潟茶豆、新小平方茶豆、盆茶豆、ぴかり茶豆の8品種が指定されている。
2017年（平成29年）4月21日に、農林水産省による地理的表示保護制度（GI）により、地理的表示として登録された。

## 歴史
明治末期または大正10年に、黒埼村の小平方（こひらかた）（現在の新潟市西区）の農家の姉妹が山形県鶴岡市に嫁いだことで、里帰りの際に白山だだちゃ豆の種子を持ち帰ったことが始まりとされている。その後、地域にあった品種改良が行われ小平方茶豆となり、昭和40年頃まで門外不出だったが、品種を黒埼町全体に広げようという働きによって、栽培地域が広まり、また、品種改良により多くの品種が開発された。